# Susak
Susak (wł. Sansego) – wyspa w grupie Wysp Kvarnerskich w północnej części Morza Adriatyckiego. Jej powierzchnia wynosi 3,772 km² a długość linii brzegowej 16,38 km.

## Położenie
Wyspa leży u wybrzeży Chorwacji, prawie 100 km na pd. od Rijeki i ok. 50 km od Puli. Jest najbardziej oddaloną od stałego lądu wyspą archipelagu. Od strony wsch. najbliższą wyspą jest Lošinj, natomiast od strony zach. i pd. rozciąga się tylko pełne morze.

## Nazwa
Włoska nazwa Sansego pochodzi od greckiego słowa Sansegus, które oznacza oregano, roślinę rosnącą w dużych ilościach na wyspie.

## Budowa geologiczna
Wyspa odróżnia się swą budową geologiczną od sąsiednich wysp Kvarneru. Stanowią one wystające z wody pozostałości strzaskanej i zatopionej płyty wapiennej, przykryte w znacznej części jedynie cienką warstwą inicjalnych gleb, a przez to mało urodzajne. Tymczasem na Susaku skalne podłoże przykryte jest dość grubymi pokładami glin i piasków dyluwialnych.

## Historia
Susak znany był już w czasach rzymskich. Pliniusz Starszy wspominał o niewielkiej, piszczystej wyspie, położonej niedaleko Pietas Julia (dzisiejsza Pula). W tym czasie mieszkali tu Ilirowie, dopiero w czasie wędrówek ludów w VI i VII w. n.e. przybyli tu Chorwaci.
W drugiej połowie XI w. istniał tu klasztor benedyktynów pod wezwaniem św. Michała. W XVII w. miejscowi zakonnicy opuścili wyspę, a dobra klasztorne przeszły na własność biskupstwa w Osor na wyspie Cres. Dziś po klasztorze pozostały jedynie resztki murów oraz tajemniczy, podziemny korytarz dł. 40 m, odkryty w 1902 r. Pozostało również tradycyjne bicie w dzwony na jutrznię, zwane tu jutarnja.
Mieszkańcy tradycyjnie zajmowali się rolnictwem, ogrodnictwem i rybołówstwem. W II poł. XIX w. zaczęli się przestawiać na uprawę winnej winorośli. Obecnie rybołówstwo ma znaczenie marginalne (fabryczka konserw rybnych upadła już w l. 60. XX w.), a większość powierzchni wyspy pokrywają winnice, chronione przed silnymi wiatrami morskimi specjalnymi ogrodzeniami. Produkuje się tu wina białe i czerwone, za najlepsze uchodzi tutejsze białe wino musujące typu prosecco.

## Ludność
Mała liczba mieszkańców na wyspie, zaczęła się zwiększać od czasu, kiedy na wyspie zaczęła rozwijać się turystyka. Wiele osób z Susaku mieszka obecnie w Stanach Zjednoczonych.